# 且末國
且末国，西域三十六国之一，在今新疆维吾尔自治区且末县。
王城在且末城，距离长安六千八百二十里。有二百三十户，一千六百一十口，胜兵三百二十人。西北至都护治所（烏壘）二千二百五十八里，南与小宛有三日的路程，北接尉犁。西通精绝二千里。有蒲陶诸果。有辅国侯、左右将、译长各一人。汉朝时属于西域都护府、西域长史。南北朝南朝梁时，称且末国为末国。都且末城（今新疆且末县西南）。被吐谷浑吞并。隋朝设且末郡。之後，先后隶属于唐朝的沙州、吐蕃、于阗、回鹘、西辽、蒙古的察合台汗国、清朝至今日的新疆。

## 外部連結
[在维基数据编辑]
 《欽定古今圖書集成·方輿彙編·邊裔典·且末部》，出自陈梦雷《古今圖書集成》
 《梁書/卷54》，出自姚思廉《梁書》